# Curling na Zimních olympijských hrách 2010
Curling na Zimních olympijských hrách 2010 se hrál od 16. do 27. února 2010 v hale Vancouver Olympic Centre.

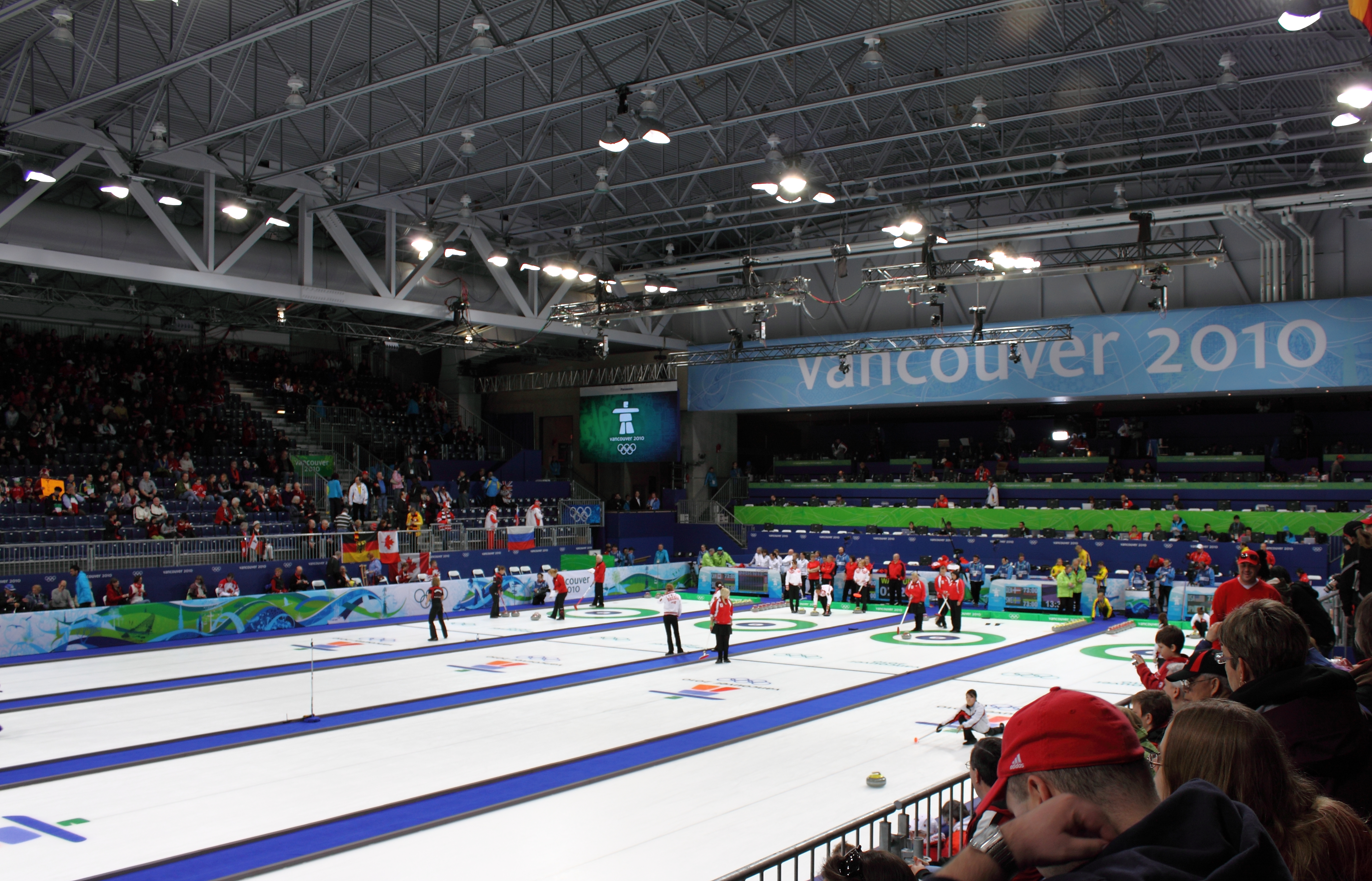
Olympijská curlingová hala ve Vancouveru.

I když turnaj probíhal odděleně pro muže a pro ženy, v obou případech se hrál podle stejného schématu. Soutěžící mužstva sehrála s každým ze soupeřů jedno utkání. Následně se sestavila tabulka (vítězství je ohodnoceno dvěma body, prohra je bez bodu) a čtyři nejlepší celky postoupily do semifinále. V něm proti sobě nastoupily tým na prvním místě tabulky proti čtvrtému a druhou dvojici vytvořily druhý tým se třetím. Poražení z těchto utkání se spolu utkali o bronzovou medaili, vítězové o medaili zlatou.
Zlaté medaile z předchozí olympiády obhajují muži Kanady a ženy Švédska.

## Medailové pořadí zemí
| Pořadí | Země            | Zlato | Stříbro | Bronz | Celkově |
| ------ | --------------- | ----- | ------- | ----- | ------- |
| 1.     | Kanada (CAN)    | 1     | 1       | 0     | 2       |
| 2.     | Švédsko (SWE)   | 1     | 0       | 0     | 1       |
| 3.     | Norsko (NOR)    | 0     | 1       | 0     | 1       |
| 4.     | Čína (CHN)      | 0     | 0       | 1     | 1       |
| 4.     | Švýcarsko (SUI) | 0     | 0       | 1     | 1       |
|        | Celkem          | 2     | 2       | 2     | 6       |

## Medailisté

### Muži
| Disciplína  | Zlato                                                                                | Stříbro                                                                                                 | Bronz                                                                                      |
| ----------- | ------------------------------------------------------------------------------------ | --- | ------------------------------------------------------------------------------------------ |
| turnaj muži | Kanada (CAN) · Kevin Martin · John Morris · Marc Kennedy · Ben Hebert · Adam Enright | Norsko (NOR) · Thomas Ulsrud · Torger Nergård · Christoffer Svae · Håvard Vad Petersson · Thomas Løvold | Švýcarsko (SUI) · Ralph Stöckli · Jan Hauser · Markus Eggler · Simon Strübin · Toni Müller |

### Ženy
| Disciplína  | Zlato | Stříbro | Bronz                                                                      |
| ----------- | --- | --- | -------------------------------------------------------------------------- |
| turnaj ženy | Švédsko (SWE) · Anette Norbergová · Eva Lundová · Cathrine Lindahlová · Anna Le Moineová · Kajsa Bergströmová | Kanada (CAN) · Cheryl Bernardová · Susan O'Connorová · Carolyn Darbyshireová · Cori Bartelová · Kristie Mooreová | Čína (CHN) · Wang Bingyu · Liu Yin · Yue Qingshuang · Zhou Yan · Liu Jinli |